# 歌津駅
歌津駅（うたつえき）は、宮城県本吉郡南三陸町歌津字伊里前（いさとまえ）にある、東日本旅客鉄道（JR東日本）気仙沼線BRT（バス高速輸送システム）のバス停留所である。元々は同社の気仙沼線の鉄道駅であった。

## 歴史
- 1977年（昭和52年）12月11日：日本国有鉄道（国鉄）気仙沼線の駅として開業[2]。
- 1987年（昭和62年）4月1日：国鉄分割民営化により、JR東日本の駅となる[2]。
- 2005年（平成17年）4月6日：駅舎改築。
- 2011年（平成23年）3月11日：東北地方太平洋沖地震（東日本大震災）で発生した津波により駅舎が流失[3]。
- 2012年（平成24年）
  - 8月20日：BRTで仮復旧[4]。
  - 12月22日：BRT用の駅舎の供用を開始[5]。
- 2019年（令和元年）6月15日：バス専用道の延伸に伴い、専用道上に駅を移設[6]。
- 2020年（令和2年）4月1日：柳津駅 - 気仙沼駅間の鉄道事業廃止により、鉄道駅としては廃駅となる[7][8]。

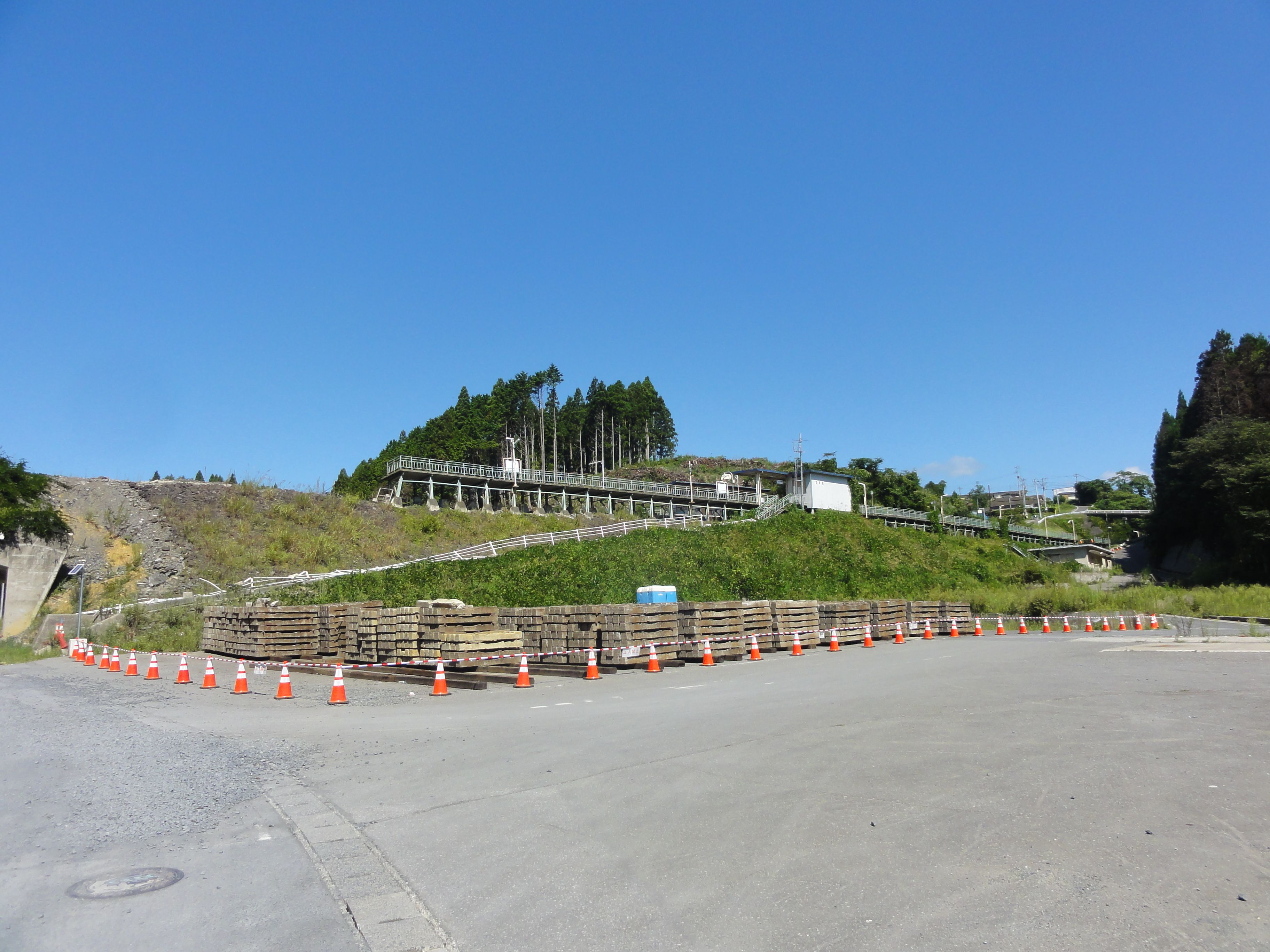
震災後の駅入口（2012年9月）
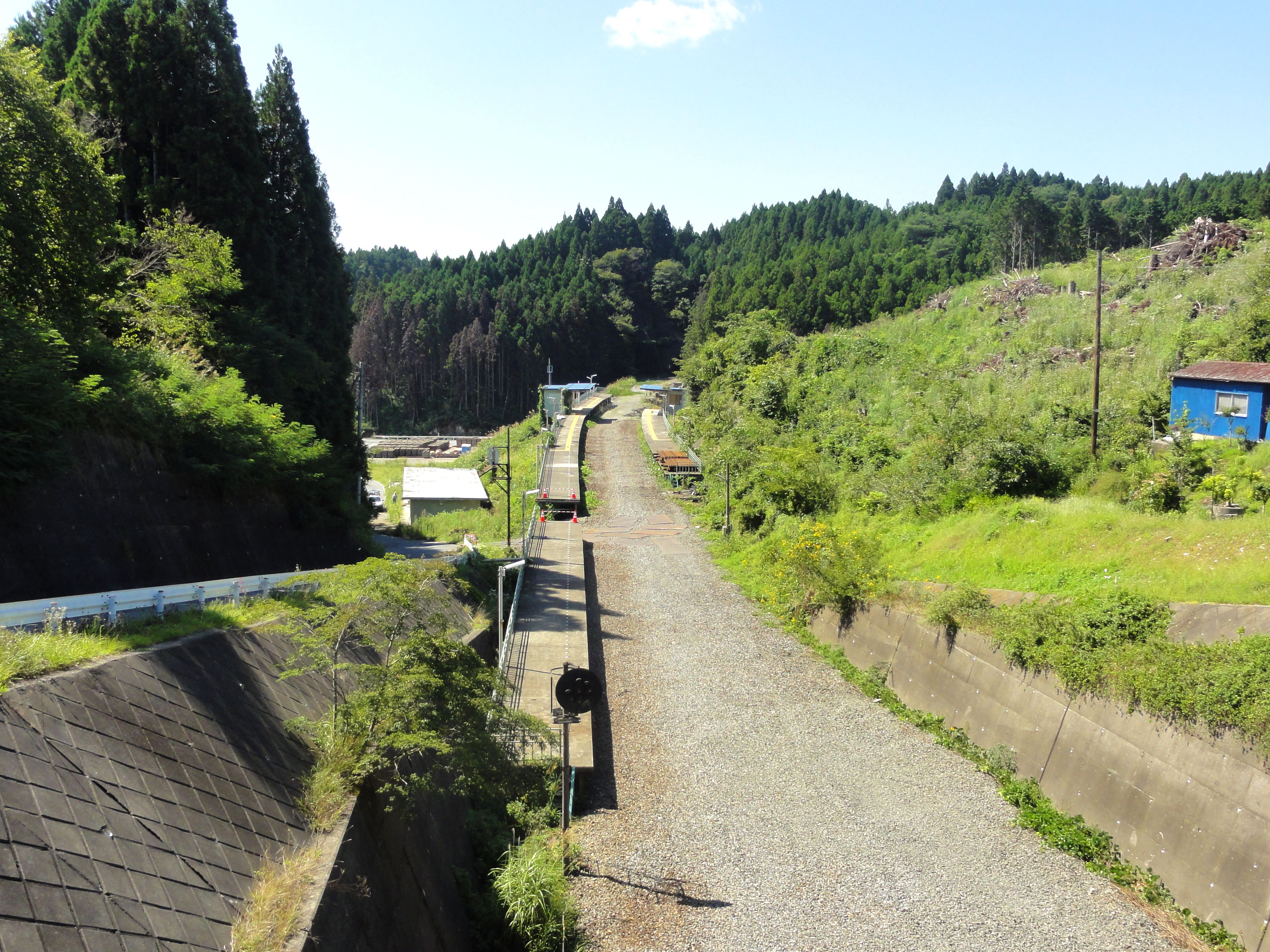
震災後の駅構内（2012年9月）

## 駅構造
旧ホームと線路を撤去した専用道上にBRT用の駅舎が整備されている。構内は2車線。
2012年（平成24年）8月のBRT暫定開業時は駅から少し離れた道路上にのりばが設置されていたが、同年12月にBRTが本格開業したことに伴い、駅前広場にBRT用の駅舎が整備され、専用道へ移設されるまで利用された。
BRT化後は完全な無人駅となっている。

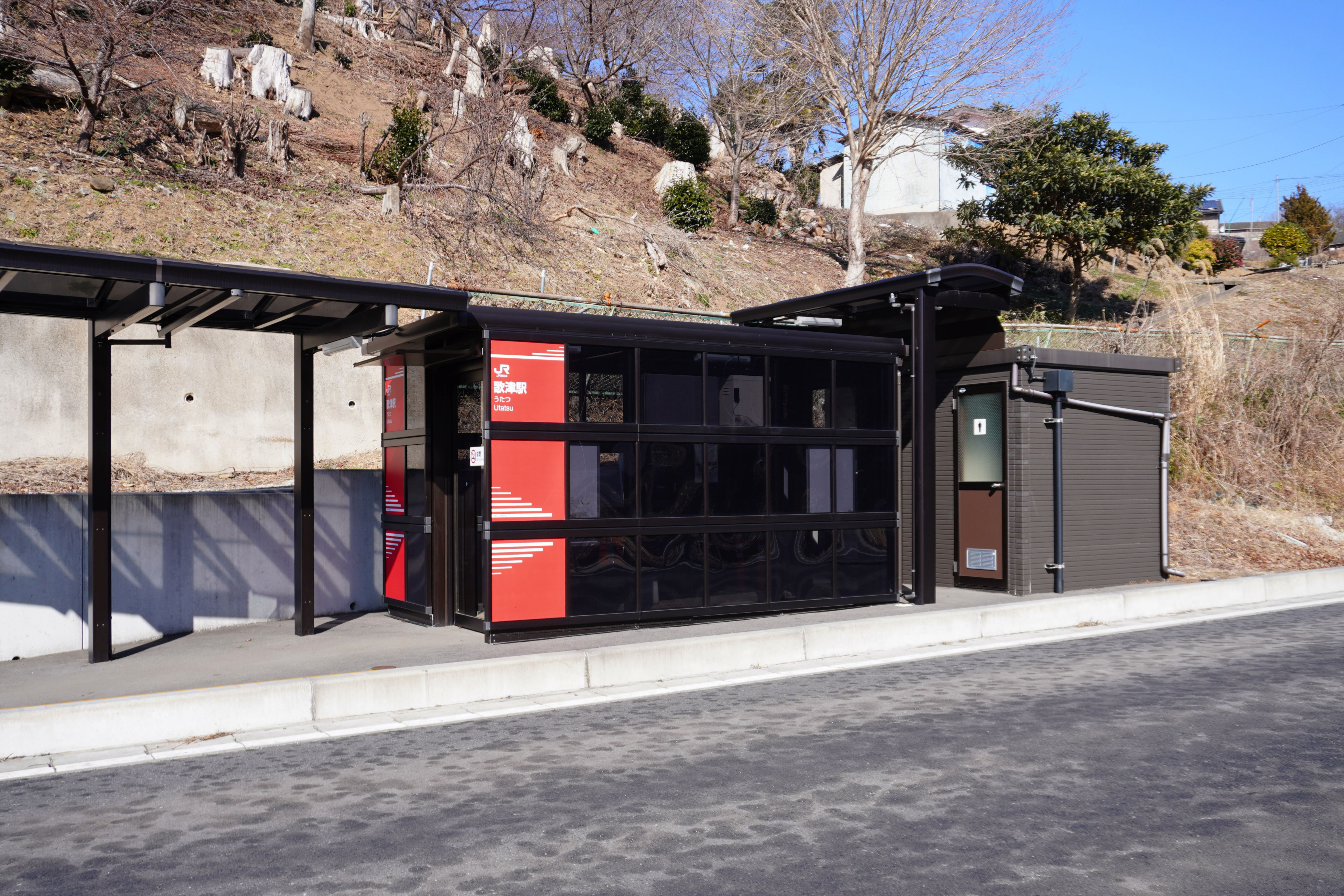
BRT駅舎（2024年2月）

### 鉄道運用時
東日本大震災までは相対式ホーム2面2線を有する地上駅で、ホームは高い築堤上にあり、ホームから外部へは長い階段で連絡していた。石巻駅管理の簡易委託駅で、2005年（平成17年）に完成した駅舎がホームの下にあったが、震災による津波で流失した。

#### のりば
| 番線 | 路線      | 方向 | 行先               |
| ---- | --------- | ---- | ------------------ |
| 1    | ■気仙沼線 | 上り | 前谷地・小牛田方面 |
| 2    | ■気仙沼線 | 下り | 本吉・気仙沼方面   |

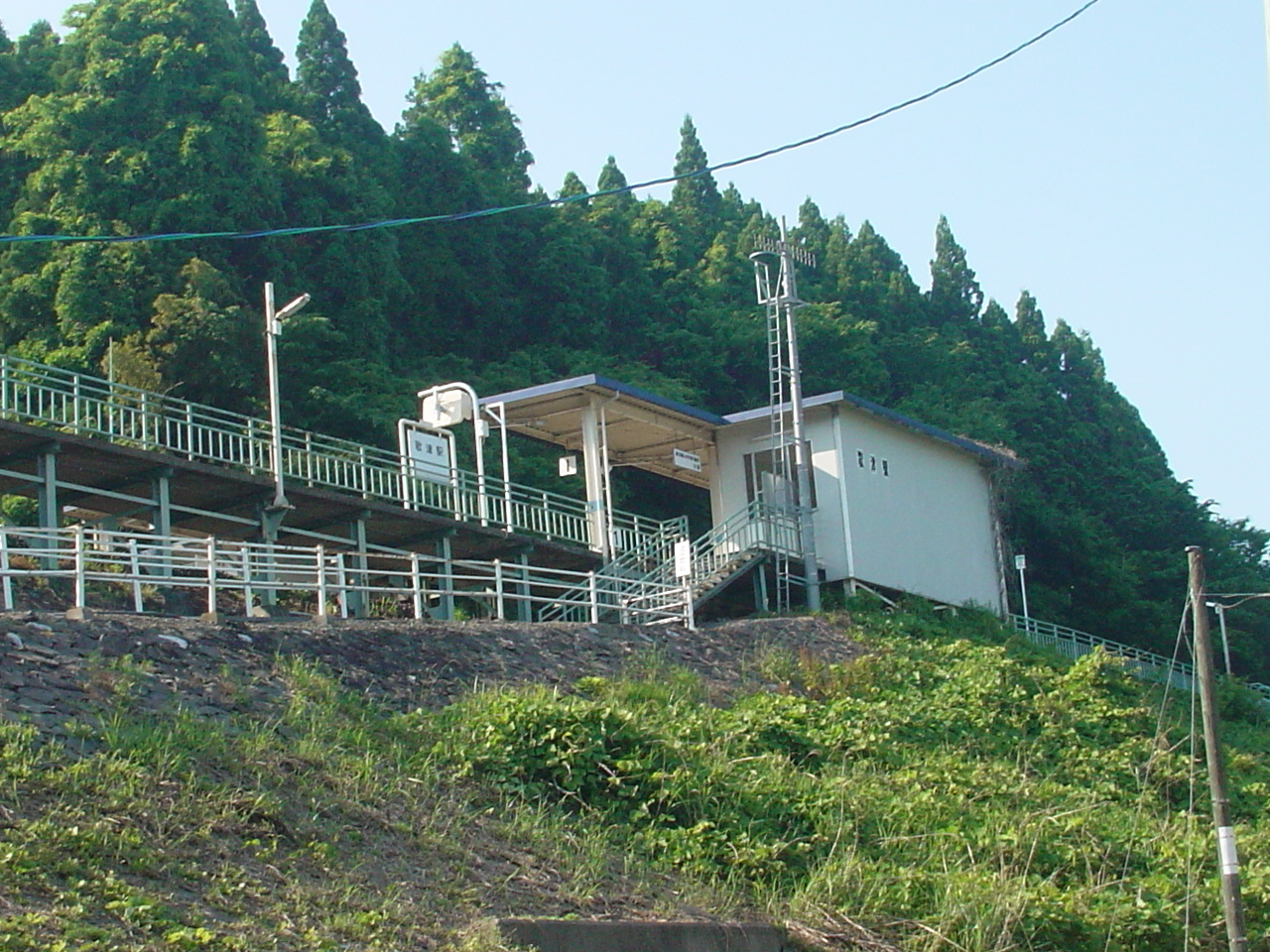
鉄道時代のホームと待合室（2007年6月）
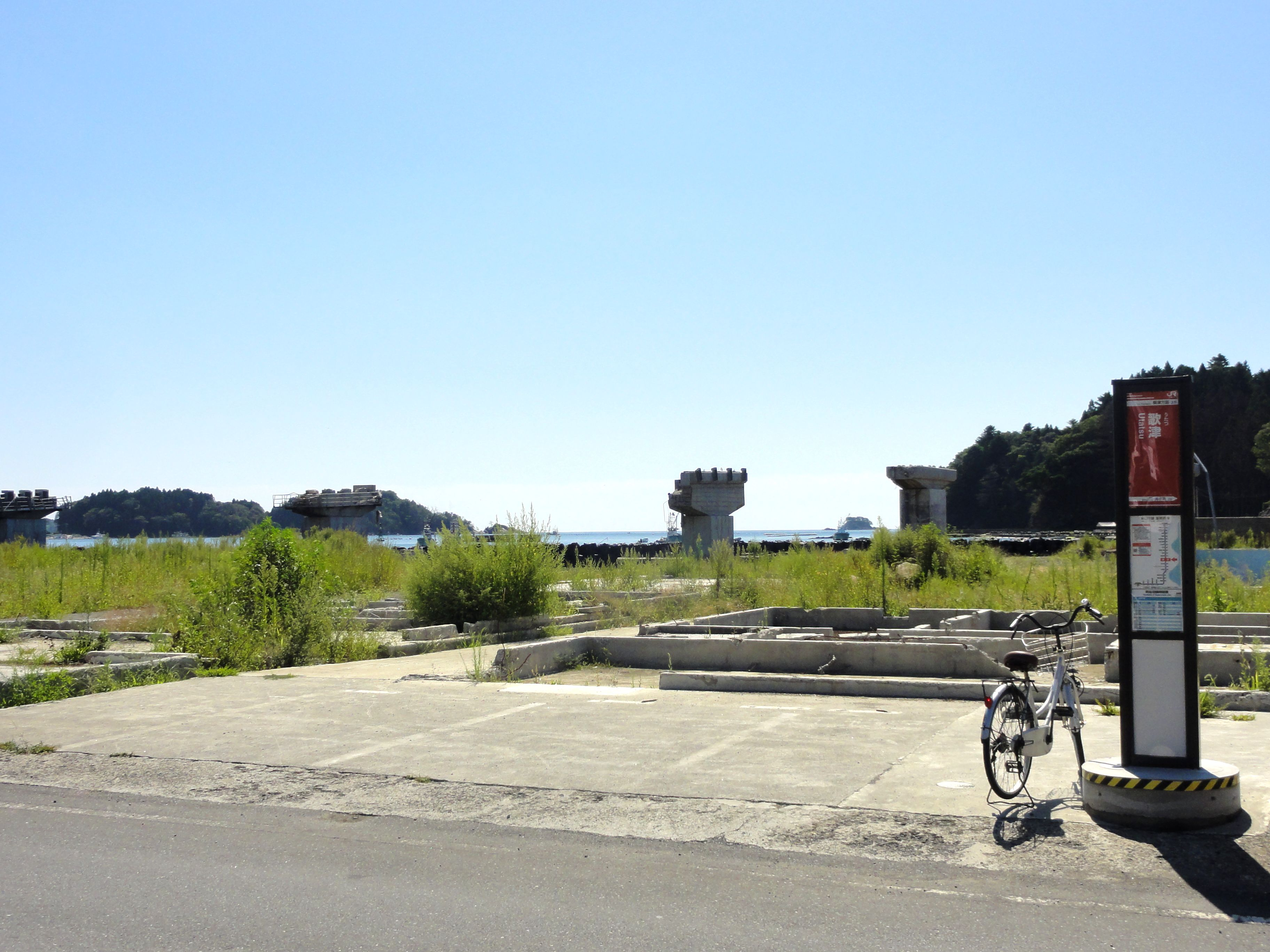
BRT暫定開業時から2012年12月まで使用されていたのりば（2012年9月）
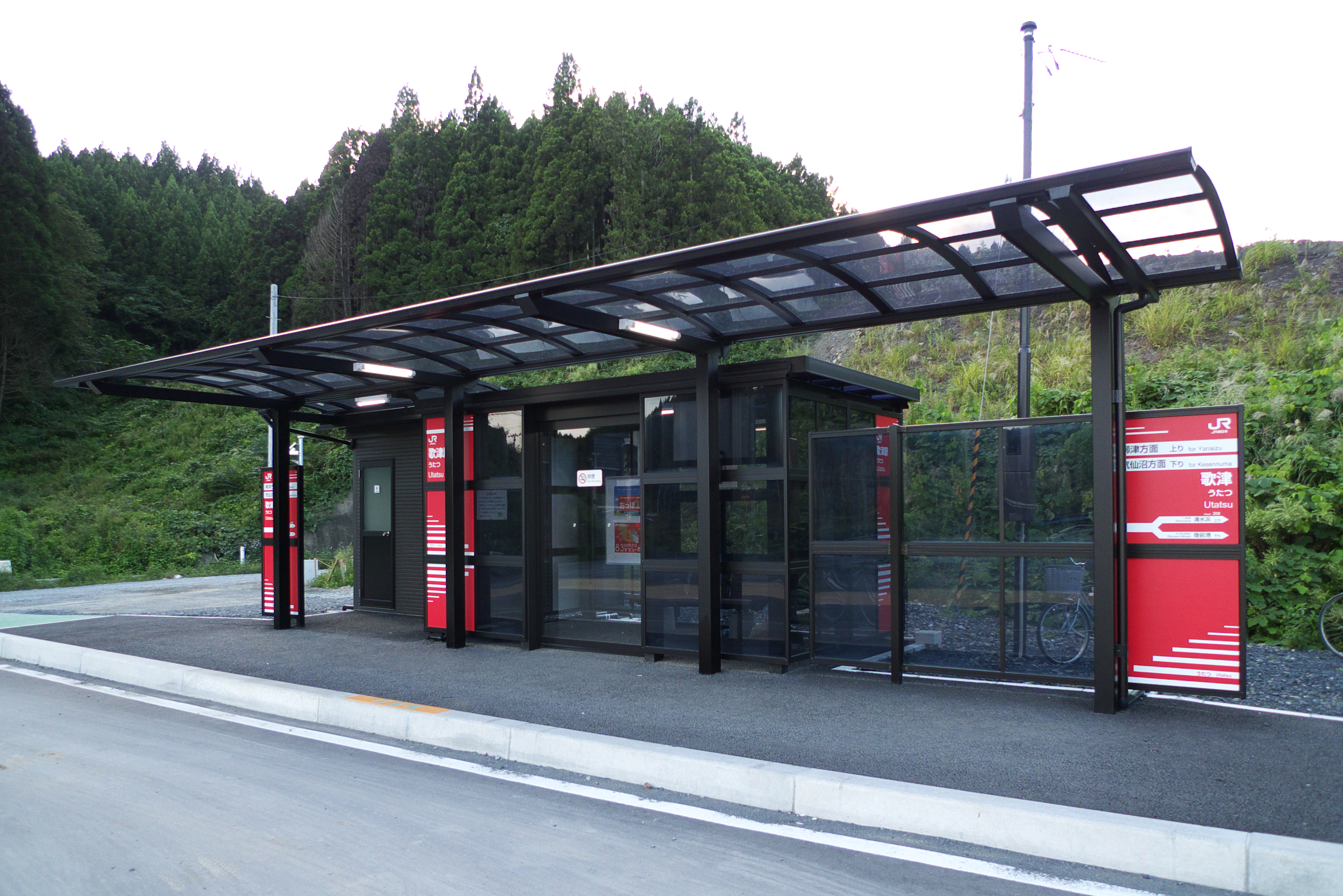
2012年12月から専用道に移設されるまで使用されていたのりば（2013年9月）

## 利用状況
JR東日本によると、2023年度（令和5年度）の1日平均乗車人員は33人である。
2000年度（平成12年度）以降の推移は以下のとおりである。なお、気仙沼線は東日本大震災後にBRTによる復旧をしたため、2011年度（平成23年度）以前の統計は鉄道運行時のものとなる。
| 1日平均乗車人員推移 | 1日平均乗車人員推移 | 1日平均乗車人員推移 | 1日平均乗車人員推移 |
| 年度                | 鉄道                | BRT                 | 出典                |
| ------------------- | ------------------- | ------------------- | ------------------- |
| 2000年（平成12年）  | 218                 | 未開業              | [ 鉄道 1 ]          |
| 2001年（平成13年）  | 225                 | 未開業              | [ 鉄道 2 ]          |
| 2002年（平成14年）  | 205                 | 未開業              | [ 鉄道 3 ]          |
| 2003年（平成15年）  | 197                 | 未開業              | [ 鉄道 4 ]          |
| 2004年（平成16年）  | 198                 | 未開業              | [ 鉄道 5 ]          |
| 2005年（平成17年）  | 212                 | 未開業              | [ 鉄道 6 ]          |
| 2006年（平成18年）  | 211                 | 未開業              | [ 鉄道 7 ]          |
| 2007年（平成19年）  | 188                 | 未開業              | [ 鉄道 8 ]          |
| 2008年（平成20年）  | 172                 | 未開業              | [ 鉄道 9 ]          |
| 2009年（平成21年）  | 184                 | 未開業              | [ 鉄道 10 ]         |
| 2010年（平成22年）  | 186                 | 未開業              | [ 鉄道 11 ]         |
| 2011年（平成23年）  | 運休                | 未開業              |                     |
| 2012年（平成24年）  | 運休                | 未開業              |                     |
| 2013年（平成25年）  | 運休                | 63                  | [ BRT 2 ]           |
| 2014年（平成26年）  | 運休                | 59                  | [ BRT 3 ]           |
| 2015年（平成27年）  | 運休                | 58                  | [ BRT 4 ]           |
| 2016年（平成28年）  | 運休                | 54                  | [ BRT 5 ]           |
| 2017年（平成29年）  | 運休                | 48                  | [ BRT 6 ]           |
| 2018年（平成30年）  | 運休                | 48                  | [ BRT 7 ]           |
| 2019年（令和元年）  | 運休                | 39                  | [ BRT 8 ]           |
| 2020年（令和02年）  | 廃止                | 31                  | [ BRT 9 ]           |
| 2021年（令和03年）  | 廃止                | 22                  | [ BRT 10 ]          |
| 2022年（令和04年）  | 廃止                | 28                  | [ BRT 11 ]          |
| 2023年（令和05年）  | 廃止                | 33                  | [ BRT 1 ]           |

## 駅周辺
- 南三陸町立歌津中学校
- 南三陸町立伊里前小学校
- 南三陸ハマーレ歌津
- 三嶋神社
- 宮城県道236号払川町向線
- 国道45号

## 隣の駅
東日本旅客鉄道（JR東日本）
■気仙沼線BRT
□快速（上り1本のみ）・■普通
清水浜駅 - 歌津駅 - 陸前港駅
- 鉄道時代の隣の駅も上記と同様であった。

### 記事本文
1. 1 2 3  『週刊 JR全駅・全車両基地』 56号 新庄駅・気仙沼駅・鳴子温泉駅ほか80駅、朝日新聞出版〈週刊朝日百科〉、2013年9月15日、23頁。
2. 1 2 3  石野哲（編）『停車場変遷大事典 国鉄・JR編 Ⅱ』（初版）JTB、1998年10月1日、483頁。ISBN 978-4-533-02980-6。
3. ↑  「【東日本大震災】JR東日本、太平洋沿岸の23駅流失」『Sankei Biz』2011年4月1日。オリジナルの2011年5月14日時点におけるアーカイブ。
4. ↑  「気仙沼線における暫定的なサービス提供開始について (PDF)」（プレスリリース）、東日本旅客鉄道仙台支社、2012年7月18日。2020年6月20日時点のオリジナル (PDF)よりアーカイブ。2025年7月29日閲覧。
5. ↑  「気仙沼線におけるBRT運行開始に合わせた整備内容及び運行開始記念イベントの開催等について (PDF)」（プレスリリース）、東日本旅客鉄道仙台支社、2012年11月26日。2020年7月4日時点のオリジナル (PDF)よりアーカイブ。2025年7月29日閲覧。
6. ↑  「気仙沼線BRTダイヤ改正について (PDF)」（プレスリリース）、東日本旅客鉄道仙台支社、2019年5月22日。2019年5月23日時点のオリジナル (PDF)よりアーカイブ。2025年7月29日閲覧。
7. ↑  「気仙沼線（柳津～気仙沼間）及び大船渡線（気仙沼～盛間）における鉄道事業の廃止の日の繰上げの届出について (PDF)」（プレスリリース）、東日本旅客鉄道、2020年1月31日。2020年2月6日閲覧。
8. ↑  「鉄道事業の廃止の届出に係る廃止の日の繰上げについて (PDF)」（プレスリリース）、国土交通省東北運輸局、2020年1月29日。2020年2月1日時点のオリジナル (PDF)よりアーカイブ。2020年2月6日閲覧。

### 利用状況

#### 鉄道
1. ↑  「JR東日本：各駅の乗車人員（2000年度）」東日本旅客鉄道。2025年7月29日閲覧。
2. ↑  「JR東日本：各駅の乗車人員（2001年度）」東日本旅客鉄道。2025年7月29日閲覧。
3. ↑  「JR東日本：各駅の乗車人員（2002年度）」東日本旅客鉄道。2025年7月29日閲覧。
4. ↑  「JR東日本：各駅の乗車人員（2003年度）」東日本旅客鉄道。2025年7月29日閲覧。
5. ↑  「JR東日本：各駅の乗車人員（2004年度）」東日本旅客鉄道。2025年7月29日閲覧。
6. ↑  「JR東日本：各駅の乗車人員（2005年度）」東日本旅客鉄道。2025年7月29日閲覧。
7. ↑  「JR東日本：各駅の乗車人員（2006年度）」東日本旅客鉄道。2025年7月29日閲覧。
8. ↑  「JR東日本：各駅の乗車人員（2007年度）」東日本旅客鉄道。2025年7月29日閲覧。
9. ↑  「JR東日本：各駅の乗車人員（2008年度）」東日本旅客鉄道。2025年7月29日閲覧。
10. ↑  「JR東日本：各駅の乗車人員（2009年度）」東日本旅客鉄道。2025年7月29日閲覧。
11. ↑  「JR東日本：各駅の乗車人員（2010年度）」東日本旅客鉄道。2025年7月29日閲覧。

#### BRT
1. 1 2  「BRT駅別乗車人員（2023年度）| 企業サイト：JR東日本」東日本旅客鉄道。2025年7月29日閲覧。
2. ↑  「BRT駅別乗車人員（2013年度）：JR東日本」東日本旅客鉄道。2025年7月29日閲覧。
3. ↑  「BRT駅別乗車人員（2014年度）：JR東日本」東日本旅客鉄道。2025年7月29日閲覧。
4. ↑  「BRT駅別乗車人員（2015年度）：JR東日本」東日本旅客鉄道。2025年7月29日閲覧。
5. ↑  「BRT駅別乗車人員（2016年度）：JR東日本」東日本旅客鉄道。2025年7月29日閲覧。
6. ↑  「BRT駅別乗車人員（2017年度）：JR東日本」東日本旅客鉄道。2025年7月29日閲覧。
7. ↑  「BRT駅別乗車人員（2018年度）：JR東日本」東日本旅客鉄道。2025年7月29日閲覧。
8. ↑  「BRT駅別乗車人員（2019年度）：JR東日本」東日本旅客鉄道。2025年7月29日閲覧。
9. ↑  「BRT駅別乗車人員（2020年度）| 企業サイト：JR東日本」東日本旅客鉄道。2025年7月29日閲覧。
10. ↑  「BRT駅別乗車人員（2021年度）| 企業サイト：JR東日本」東日本旅客鉄道。2025年7月29日閲覧。
11. ↑  「BRT駅別乗車人員（2022年度）| 企業サイト：JR東日本」東日本旅客鉄道。2025年7月29日閲覧。